# 桂林仔
桂林仔家味饮业有限公司于1998年5月25日成立于中國廣西桂林，是一家专业经营“桂林地方特色风味”的全国性中餐连锁企业。至2006年，已在兩廣地區開了二十多家分店。